# 尼克·赫尔姆

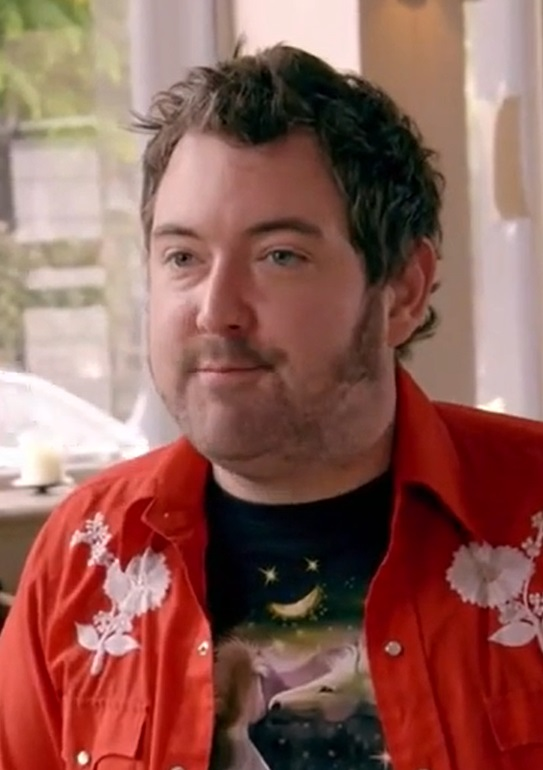
尼克·赫尔姆 2017

尼克·赫尔姆（英語：Nick Helm，1980年10月1日—，生於聖奧爾本斯）是一位英国喜劇演員、演員和音乐家，由于作品的戏剧和对抗性而被知晓。他的风格常被形容为“傲慢和张扬的”。
2010年，他在爱丁堡边缘艺术节节目Hold of the Gold中表演后开始成名。2014年，赫尔姆于英國廣播公司第三台情景喜剧《舅舅安迪》中担任主演。
2014年，他获得了南岸天空艺术奖泰晤士突破奖。